# Josef Nuzík
Josef Nuzík (ur. 25 lipca 1966 w Strání) – czeski duchowny rzymskokatolicki, biskup pomocniczy ołomuniecki w latach 2017–2024, arcybiskup metropolita ołomuniecki od 2024.

## Życiorys
Święcenia kapłańskie przyjął 17 czerwca 1995 i został inkardynowany do archidiecezji ołomunieckiej. Przez 10 lat pracował jako duszpasterz parafialny. W 2005 został wicerektorem seminarium, a w 2009 wikariuszem generalnym archidiecezji.
5 lipca 2017 papież Franciszek mianował go biskupem pomocniczym archidiecezji ołomunieckiej oraz biskupem tytularnym Castra Galbae. Sakry udzielił mu 14 października 2017 arcybiskup Jan Graubner. 4 lipca 2022, w związku z objęciem przez abp. Graubnera urzędu metropolity praskiego, został wybrany administratorem archidiecezji. 9 lutego 2024 papież Franciszek przeniósł go na urząd arcybiskupa metropolity Ołomuńca. 29 czerwca 2024 w bazylice św. Piotra na Watykanie odebrał od papieża Franciszka paliusz.